# La Chaux-de-Fonds International 1997
Die La Chaux-de-Fonds International 1997 im Badminton fanden vom 6. bis zum 9. Februar 1997 in La Chaux-de-Fonds statt.

## Die Sieger und Platzierten
| Disziplin    | Gold                                  | Silber                          | Bronze                                   |
| ------------ | ------------------------------------- | ------------------------------- | ---------------------------------------- |
| Herreneinzel | Mark Constable                        | Xie Yangchun                    | Rasmus Wengberg                          |
| Herreneinzel | Mark Constable                        | Xie Yangchun                    | Daniel Eriksson                          |
| Dameneinzel  | Tracey Hallam                         | Heidi Dössing                   | Irina Yakusheva                          |
| Dameneinzel  | Tracey Hallam                         | Heidi Dössing                   | Kristin Evernäs                          |
| Herrendoppel | Michael Helber Björn Siegemund        | Anthony Clark Ian Sullivan      | Harald Koch Jürgen Koch                  |
| Herrendoppel | Michael Helber Björn Siegemund        | Anthony Clark Ian Sullivan      | Vladislav Druzchenko Konstantin Tatranov |
| Damendoppel  | Monique Hoogland Erica van den Heuvel | Emma Chaffin Sarah Hardaker     | Nicole Grether Karen Stechmann           |
| Damendoppel  | Monique Hoogland Erica van den Heuvel | Emma Chaffin Sarah Hardaker     | Katja Michalowsky Katrin Schmidt         |
| Mixed        | Vladislav Druzchenko Marina Yakusheva | Nathan Robertson Sarah Hardaker | Svetoslav Stoyanov Diana Koleva          |
| Mixed        | Vladislav Druzchenko Marina Yakusheva | Nathan Robertson Sarah Hardaker | Stephan Kuhl Nicol Pitro                 |